# Guy Auffray
Guy Auffray (ur. 8 lutego 1945, zm. 11 stycznia 2021) – francuski judoka.
Brązowy medalista mistrzostw świata w 1971; uczestnik zawodów w 1969, 1973 i 1975. Zdobył sześć medali mistrzostw Europy w latach 1970 - 1973, w tym cztery w drużynie. Mistrz Francji w 1971, 1972 i 1973 roku.